# Andrzej Pluta
Andrzej Mateusz Pluta (nacido el 3 de junio de 2000 en Ruda Śląska, Polonia) es un jugador de baloncesto polaco que actualmente pertenece a la plantilla del Trefl Sopot de la Polska Liga Koszykówki. Es hijo del exjugador profesional con el mismo nombre Andrzej Pluta, que juega en las posiciones de base y escolta. En 2016 se convertiría en el jugador más joven en debutar en la Liga ACB con el conjunto sevillano.

## Trayectoria deportiva
Formado en el TKM Wloclawek, equipo en el que se retiró su padre en 2011, la temporada 2014-15 debutó en España vistiendo los colores del CB Estudiantes y dejando ya muestras de su talento, hasta que en la temporada 2015-16 puso rumbo a Sevilla con un contrato que le vincula a la entidad hispalense los próximos 5 años. A Sevilla llegaría junto a su hermano, Michal Pluta, considerado otra gran promesa del baloncesto europeo.
En noviembre de 2016, Andrzej se convirtió en el  8.º jugador más joven en debutar en Liga Endesa y el más joven de toda la historia del Real Betis Energía Plus, por delante de Leo Cizmic. El base polaco saltó a pista en el final del segundo cuarto del partido ante el Valencia Basket con 16 años, 5 meses y 24 días.
Tras destacar en torneos de clubes e internacionales en formación y ser el octavo jugador más joven en debutar en ACB (16 años, 5 meses y 24 días), en octubre de 2018 Pluta es cedido a las filas del Club Ourense Baloncesto de Liga LEB Oro para afrontar su primera aventura como profesional, donde ocuparía la ficha federativa del lesionado de larga duración Pol Molins al ser considerado por la Federación Española de Baloncesto jugador de formación.
En verano de 2020, firma con el Anwil Włocławek de la Polska Liga Koszykówki.